# Габове-Гронди
Габове-Гронди (пол. Gabowe Grądy) — село в Польщі, у гміні Августів Августівського повіту Підляського воєводства.
Населення — 97 осіб (2011).
У 1975-1998 роках село належало до Сувальського воєводства.

## Демографія
Демографічна структура станом на 31 березня 2011 року:
|          | Загалом | Допрацездатний вік | Працездатний вік | Постпрацездатний вік |
| -------- | ------- | ------------------ | ---------------- | -------------------- |
| Чоловіки | 50      | 13                 | 33               | 4                    |
| Жінки    | 47      | 6                  | 23               | 18                   |
| Разом    | 97      | 19                 | 56               | 22                   |

## Пам'ятки
У селі розташована пам'ятка історії та архітектури:
- парафіяльна Церква Благовіщення Пресвятої Діви Марії, поч. XX ст[4].